# 251ª Squadriglia
La 251ª Squadriglia fu un reparto attivo nel Servizio Aeronautico della Regia Marina (Prima guerra mondiale).

## Storia

### Prima guerra mondiale
La 251ª Squadriglia viene creata nell'aprile 1917 con personale e materiale della 1ª Squadriglia Idrovolanti della Stazione di Venezia sull'Isola di Sant'Andrea (Venezia) dotata di FBA Type H ma in corso di riequipaggiamento con i validi Macchi L.3 comandata dal Tenente di Vascello Luigi Bologna.
Al 1º giugno vi sono 8 piloti e osservatori, 9 osservatori tra cui l'aspirante guardiamarina Umberto Calvello ed il Capitano di Corvetta Emanuele Ponzio e 6 Macchi L.3.
Dal mese di settembre arriva il primo validissimo Macchi M.5.
Nell'ambito della Battaglia di Caporetto il 5 novembre un L.3 viene abbattuto dopo aver lanciato un messaggio a Portogruaro da 3 caccia ammarando a Porto Baseleghe di Bibione. 
I caccia probabilmente erano pilotati dagli assi Godwin Brumowski, Frank Linke-Crawford e Rudolf Szepessy-Sokoll.
Il 1º dicembre il comando del reparto passa al Ten. di vascello Amedeo Cencelli che il 1º gennaio 1918 dispone di 9 L.3 operativi, 3 inefficienti, altri 11 piloti e 5 osservatori.
Il 22 gennaio Cencelli muore precipitando per un incidente ed il comando passa al Ten. di vascello Carlo Emanuele Giartosio.
In primavera arrivano i primi Macchi M.8 ed il 22 aprile un idro Lohner R (variante del Lohner L) è abbattuto dagli M.5 della 260ª Squadriglia con il pilota Calvello, il 2º capo Andrea Rivieri ed il marinaio Giuseppe Pagliacci della 251ª in concorso con L.3 del 2° Capo torpediniere Achille Panichi della 251ª ed ex della 260ª.
Il 1º giugno il reparto dispone di 10 piloti tra cui il Sottotenente di vascello Aimone di Savoia-Aosta (1900-1948), Duca di Spoleto (fratello di Amedeo di Savoia-Aosta (1898-1942) futuro eroe della Seconda battaglia dell'Amba Alagi) ed il 2° capo cannoniere Pietro Sordi, 5 osservatori e 8 L.3.
Il 14 giugno il comando passa ad Aimone che alla fine delle ostilità dispone di altri 6 piloti e di 6 osservatori.

### Guerra civile spagnola
Il 4 ottobre 1937 arriva il Tenente Ezio Maccani che cade in combattimento su Sabadell il 25 dello stesso mese, volando a bordo di un bombardiere S.M.81 Pipistrello di stanza all'Aeroporto di Palma di Maiorca. Il velivolo fu colpito dalla contraerea durante un'azione di bombardamento notturno, e successivamente abbattuto da un caccia notturno Polikarpov I-16 Rata delle Fuerzas Aéreas de la República Española.
Nel gennaio 1938 era nel XXV Gruppo da Bombardamento Notturno con 6 S.M.81 della Regia Aeronautica nell'Aviazione Legionaria all'aeroporto di Palma di Maiorca.